# غاريقون أصفر القشرة
غاريقون أصفر القشرة (الاسم العلمي: Agaricus xanthoderma) هو نوع الفطريات يتبع جنس الغاريقون من الفصيلة الغاريقونية.